# Altwürttemberg
 (mai 2014).
Si vous disposez d'ouvrages ou d'articles de référence ou si vous connaissez des sites web de qualité traitant du thème abordé ici, merci de compléter l'article en donnant les références utiles à sa vérifiabilité et en les liant à la section « Notes et références ».

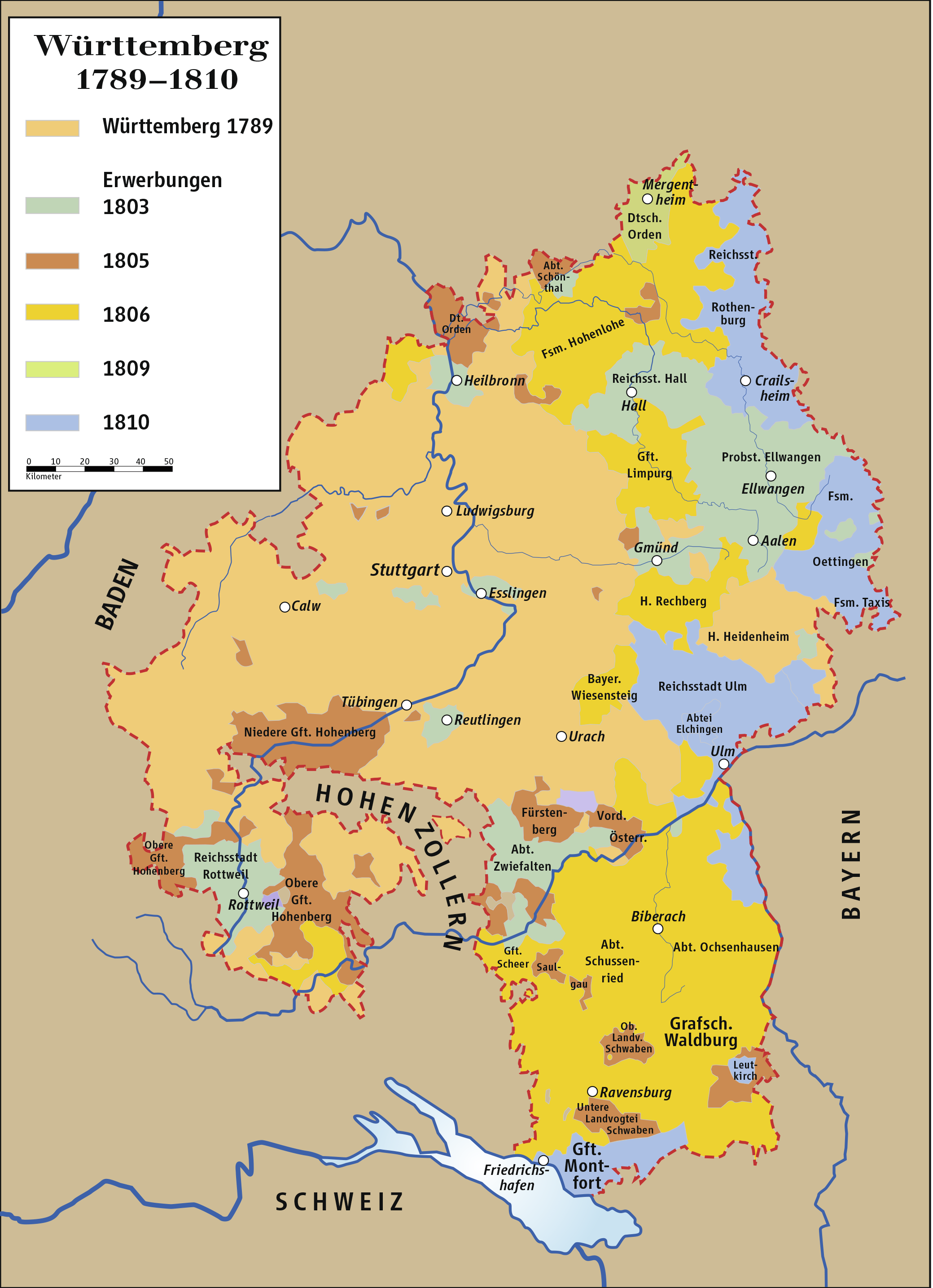
Le Wurtemberg entre 1789 et 1810

Altwürttemberg est un terme de la géographie historique allemande qui désigne le territoire du Duché de Wurtemberg avant l’agrandissement du Wurtemberg par recès d'Empire. L’agrandissement fut fait en majorité avec les territoires catholiques de Haute-Souabe, qui fut avant 1803 une partie de l’Autriche antérieure. En fait le terme désigne les territoires protestantes du Royaume de Wurtemberg agrandi, - donc les anciens territoires du duché du Wurtemberg. Le fief du « altwürttemberg » est la région situe entre Ludwigsburg, Stuttgart, Esslingen et Tübingen. Cette région était aussi le fief du "Württembergische Pietismus".